# Boku no Hero Academia (2 сезон)
Другий сезон аніме-серіалу Boku no Hero Academia був спродюсований Bones, режисером був Кенджі Нагасакі. Як і перший сезон, він адаптує однойменну оригінальну серію манґи Кохея Хорікоші з решти частини 3-го тому до кінця 8-го тому. Сезон складається з 25 епізодів, і розповідає про пригоди Ізуку Мідорії.
Сезон тривав з 1 квітня по 30 вересня 2017 року на телеканалі ytv в Японії, і Toho випустив сезон на DVD і Blu-Ray у восьми збірках, кожна з яких містить від двох до чотирьох епізодів, між 19 липня 2017 року та 14 лютого 2018 року. Funimation ліцензувала сезон для англомовного випуску в Північній Америці та випустила його у двох збірках 3 квітня та 5 червня 2018 року. Адаптація Funimation проходила з 11 серпня 2018 року по 24 лютого 2019 року на блоці Toonami Adult Swim.
У другому сезоні використовуються чотири тематичні музичні твори: два опенінги та два ендінги. Першою початковою темою, використаною для перших тринадцяти епізодів, є "Peace Sign" (яп. ピースサイン) у виконанні Кенші Йонедзу, а першою кінцевою темою є "Dakara, Hitori ja nai" (яп. だから、ひとりじゃない, lit. Therefore, I am not Alone) Тому я не один) у виконанні Little Glee Monster. До кінця сезону друга початкова тема — "Sora ni Utaeba" (яп. 空に歌えば, lit. If I Sing to the Sky) If I Sing to the Sky) у виконанні Амазараші, а кінцева тема — "Datte Atashi no Hero" (яп. だってアタシのヒーロー, lit. Still My Hero) Все ще мій герой) від LiSA.

## Список епізодів
| № серії (загалом) | № серії (в сезоні) | Назва серії | Розкадрував     | Режисер(и)               | Сценарист(и)  | Оригінальна дата показу | Рейтинг |
| ----------------- | ------------------ | --- | --------------- | ------------------------ | ------------- | ----------------------- | ------- |
| 13.5              | 0                  | «Зошит героя» Транслітерація: «Hīrō Nōto» (яп. ヒーローノート)                                                                        | N/A             | Нобутака Йода            | N/A           | 25 березня 2017         | 3.3     |
| 14                | 1                  | «Ось така ідея, Очако» Транслітерація: «Sou iu Koto ne Ochako-san» (яп. そういうことね お茶子さん)                                    | Канеї Нагасакі  | Сецуму Докава            | Йосуке Курода | 1 квітня 2017           | 3.4     |
| 15                | 2                  | «Спортивний фестиваль» Транслітерація: «Unare Taiikusai» (яп. うなれ体育祭)                                                           | Ко Мацуо        | Томо Окубо               | Йосуке Курода | 8 квітня 2017           | 3.5     |
| 16                | 3                  | «У їхніх власних незвичайних способах» Транслітерація: «Minna Koseiteki de ii ne» (яп. みんな個性的でいいね)                          | Шінджі Ішіхіра  | Хітомі Есо               | Йосуке Курода | 15 квітня 2017          | 3.9     |
| 17                | 4                  | «Стратегія, Стратегія і ще раз Стратегія» Транслітерація: «Saku Saku Saku» (яп. 策策策)                                               | Ко Мацуо        | Takudai Kakuchi          | Йосуке Курода | 22 квітня 2017          | —       |
| 18                | 5                  | «Фінал кавалерійського бою» Транслітерація: «Kibasen Kecchaku» (яп. 騎馬戦決着)                                                       | Кен Оцука       | Сецуму Докава            | Йосуке Курода | 29 квітня 2017          | —       |
| 19                | 6                  | «Хлопчик, народжений з усім» Транслітерація: «Subete o Motte Umareta Otokonoko» (яп. 全てを持って生まれた男の子)                      | Seiji Mizushima | Йохей Фукуї              | Йосуке Курода | 6 травня 2017           | 3.5     |
| 20                | 7                  | «Перемога чи поразка» Транслітерація: «Kachimake» (яп. 勝ち負け)                                                                      | Томо Окубо      | Томо Окубо               | Йосуке Курода | 13 травня 2017          | 3.4     |
| 21                | 8                  | «Продовжуйте бій, претенденти!» Транслітерація: «Furue! Charenjā» (яп. 奮え！チャレンジャー)                                          | Ко Мацуо        | Сатоші Такато            | Йосуке Курода | 20 травня 2017          | 3.0     |
| 22                | 9                  | «Бакуго проти Урарака» Транслітерація: «Bakugō vs. Uraraka» (яп. 爆豪vs麗日)                                                          | Shinji Ishihira | Хітомі Есо               | Йосуке Курода | 27 травня 2017          | —       |
| 23                | 10                 | «Шотодорокі: Походження» Транслітерація: «Todoroki Shōto: Orijin» (яп. 轟 焦凍:オリジン)                                              | Сінджі Сато     | Сецуму Докава            | Йосуке Курода | 3 червня 2017           | 3.0     |
| 24                | 11                 | «Борись, Іда» Транслітерація: «Īda-kun Faito» (яп. 飯田くんファイト)                                                                  | Кен Оцука       | Тору Йошіда              | Йосуке Курода | 10 червня 2017          | —       |
| 25                | 12                 | «Тодорокі проти Бакуго» Транслітерація: «Todoroki vs. Bakugo» (яп. 轟vs爆豪)                                                          | Кен Оцука       | Сатоші Такато            | Йосуке Курода | 17 червня 2017          | —       |
| 26                | 13                 | «Час вибрати геройські імена» Транслітерація: «Namae o Tsuke te Miyō no Kai» (яп. 名前をつけてみようの会)                             | Сатомі Накамура | Takudai Kakuchi          | Йосуке Курода | 24 червня 2017          | —       |
| 27                | 14                 | «Дивно! З'являється Гран Торіно» Транслітерація: «Kaiki! Guran Torino Arawaru» (яп. 怪奇!グラントリノ現る)                            | Ко Мацуо        | Юджі Оя                  | Йосуке Курода | 8 липня 2017            | —       |
| 28                | 15                 | «Мідорія і Шигаракі» Транслітерація: «Midoriya to Shigaraki» (яп. 緑谷と死柄木)                                                       | Томо Окубо      | Томо Окубо               | Йосуке Курода | 15 липня 2017           | 3.0     |
| 29                | 16                 | «Вбивця героїв: Пляма проти студентів U.A.» Транслітерація: «Hīrō Goroshi Sutein vs U.A. Seito» (яп. ヒーロー殺し ステインvs雄英生徒) | Мічіо Фукуда    | Хітомі Есоу, Саяка Ікеда | Йосуке Курода | 22 липня 2017           | 2.8     |
| 30                | 17                 | «Кульмінація» Транслітерація: «Ketchaku» (яп. 決着)                                                                                   | Кен Оцука       | Сатоші Такато            | Йосуке Курода | 29 липня 2017           | 4.5     |
| 31                | 18                 | «Наслідки вбивці героя: Пляма» Транслітерація: «'Hīrō-Goroshi Sutein' Sono Yoha» (яп. 「ヒーロー殺しステイン」その余波)               | Seiji Mizushima | Takudai Kakuchi          | Йосуке Курода | 5 серпня 2017           | —       |
| 32                | 19                 | «Стажування кожного» Транслітерація: «Sorezore no Shokuba Taiken» (яп. それぞれの職場体験)                                            | Сінджі Сато     | Ікуро Сато               | Йосуке Курода | 12 серпня 2017          | 2.7     |
| 33                | 20                 | «Слухайте!! Повість з минулого» Транслітерація: «Shire!! Mukashi no Hanashi» (яп. 知れ!!昔の話)                                       | Ко Мацуо        | Такаюкі Ямамото          | Йосуке Курода | 19 серпня 2017          | 4.1     |
| 34                | 21                 | «Готуйтеся до випускних іспитів» Транслітерація: «Sonaero Kimatsu Tesuto» (яп. 備えろ期末テスト)                                      | Shinji Ishihira | Томо Окубо               | Йосуке Курода | 2 вересня 2017          | 3.2     |
| 35                | 22                 | «Яойрозу: Походження» Транслітерація: «Yaoyorozu: Raijingu» (яп. 八百万：ライジング)                                                  | Michio Fukuda   | Takudai Kakuchi          | Йосуке Курода | 9 вересня 2017          | 3.0     |
| 36                | 23                 | «Stripping the Varnish» Транслітерація: «Mukero Hitokawa» (яп. むけろ一皮)                                                            | Ken Ōtsuka      | Satoshi Takafuji         | Йосуке Курода | 16 вересня 2017         | 3.9     |
| 37                | 24                 | «Кацукі Бакуго: Походження» Транслітерація: «Bakugo Katsuki: Orijin» (яп. 爆豪勝己：オリジン)                                         | Сінджі Сато     | Томо Окубо               | Йосуке Курода | 23 вересня 2017         | 3.4     |
| 38                | 25                 | «Зустріч» Транслітерація: «Enkauntā» (яп. エンカウンター)                                                                             | Ко Мацуо        | Takudai Kakuchi          | Йосуке Курода | 30 вересня 2017         | 3.9     |